# Лос-Мочіс
Лос-Мочіс (ісп. Los Mochis) — місто у муніципалітеті Аоме, в штаті Сіналоа, Мексика. 

## Географія
Місто розташоване на північному заході союзної держави Сіналоа.

## Клімат
У місті семіаридний клімат зі спекотним та посушливим літом і досить холодною зимою.
| Клімат Лос-Мочіс (1951–2010) | Клімат Лос-Мочіс (1951–2010) | Клімат Лос-Мочіс (1951–2010) | Клімат Лос-Мочіс (1951–2010) | Клімат Лос-Мочіс (1951–2010) | Клімат Лос-Мочіс (1951–2010) | Клімат Лос-Мочіс (1951–2010) | Клімат Лос-Мочіс (1951–2010) | Клімат Лос-Мочіс (1951–2010) | Клімат Лос-Мочіс (1951–2010) | Клімат Лос-Мочіс (1951–2010) | Клімат Лос-Мочіс (1951–2010) | Клімат Лос-Мочіс (1951–2010) | Клімат Лос-Мочіс (1951–2010) |
| Показник                     | Січ.                         | Лют.                         | Бер.                         | Квіт.                        | Трав.                        | Черв.                        | Лип.                         | Серп.                        | Вер.                         | Жовт.                        | Лист.                        | Груд.                        | Рік                          |
| Абсолютний максимум, °C      | 36,0                         | 38,5                         | 40,0                         | 40,0                         | 43,0                         | 44,0                         | 45,0                         | 47,5                         | 48,0                         | 43,0                         | 40,0                         | 36,0                         | 48,0                         |
| Середній максимум, °C        | 26,1                         | 27,7                         | 29,7                         | 32,5                         | 35,2                         | 37,1                         | 37,6                         | 37,5                         | 36,7                         | 35,2                         | 30,7                         | 26,5                         | 32,7                         |
| Середня температура, °C      | 18,9                         | 19,9                         | 21,5                         | 24,0                         | 26,8                         | 30,1                         | 31,5                         | 31,3                         | 30,7                         | 28,4                         | 23,4                         | 19,5                         | 25,5                         |
| Середній мінімум, °C         | 11,7                         | 12,1                         | 13,3                         | 15,5                         | 18,4                         | 23,1                         | 25,4                         | 25,2                         | 24,7                         | 21,6                         | 16,1                         | 12,6                         | 18,3                         |
| Абсолютний мінімум, °C       | 2,5                          | 4,5                          | 6,0                          | 9,0                          | 11,0                         | 13,0                         | 20,0                         | 19,5                         | 13,0                         | 12,0                         | 7,0                          | 4,0                          | 2,5                          |
| Днів з дощем                 | 2,0                          | 1,4                          | 0,5                          | 0,3                          | 0,2                          | 0,8                          | 6,4                          | 8,6                          | 5,8                          | 2,5                          | 1,4                          | 2,0                          | 31,9                         |
| ---------------------------- | ---------------------------- | ---------------------------- | ---------------------------- | ---------------------------- | ---------------------------- | ---------------------------- | ---------------------------- | ---------------------------- | ---------------------------- | ---------------------------- | ---------------------------- | ---------------------------- | ---------------------------- |

## Історія
Місто заснувували у 1893 році декілька американських соціалістів-утопістів, які були прихильниками Альберта Кімсі Овена.
У 1898  році підприємець Бенджамін Ф. Джонстон,який займався вирощуванням цукрового очерету, побудува у місті цукровий завод.

## Населення
Населення міста, станом на 2010 рік, налічувало 256 623 особи.
| 1950  | 1960  | 1970  | 1980   | 1990   | 1995   | 2000   | 2005   | 2010   |
| ----- | ----- | ----- | ------ | ------ | ------ | ------ | ------ | ------ |
| 21491 | 38307 | 67953 | 122531 | 162659 | 188349 | 200906 | 231977 | 256623 |

## Відомі люди
Уродженці
- Омар Браво — мексиканський футболіст.
- Лора Геррінґ — мексикансько-американська модель та акторка.
- Ерік Ґутьєррес — мексиканський футболіст.
- Хоакін Ґусман Лоера — мексиканський наркобарон.
- Карлос Фієрро — мексиканський футболіст.

## Міста-побратими
- Беллфлавер, Каліфорнія, США.
- Колумбус, Огайо, США.
- Онтаріо, Каліфорнія, США.
- Санта-Роза, Каліфорнія, США.
- Чикаго, Іллінойс, США.

## Світлини

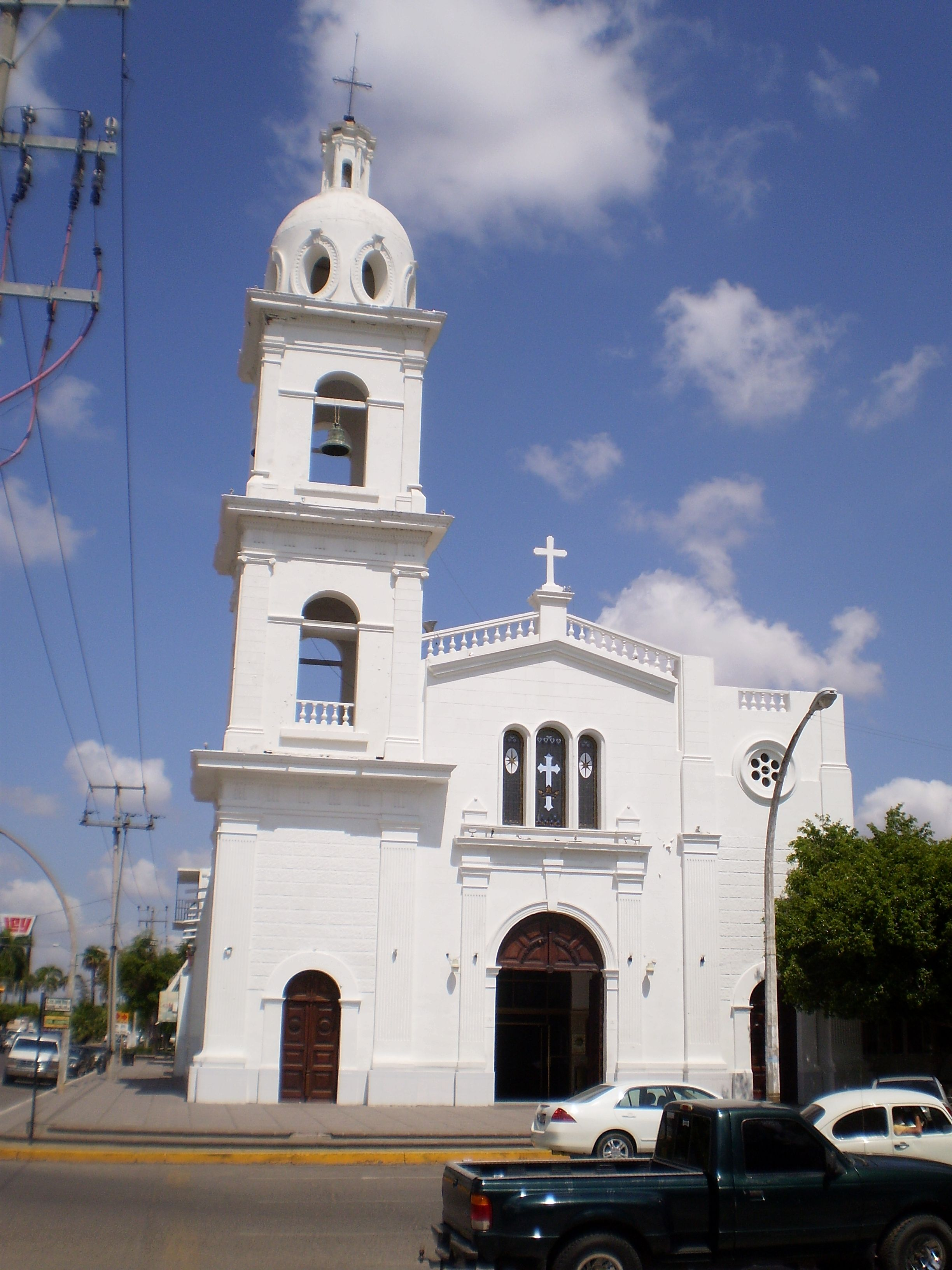
Церква Святого Серця
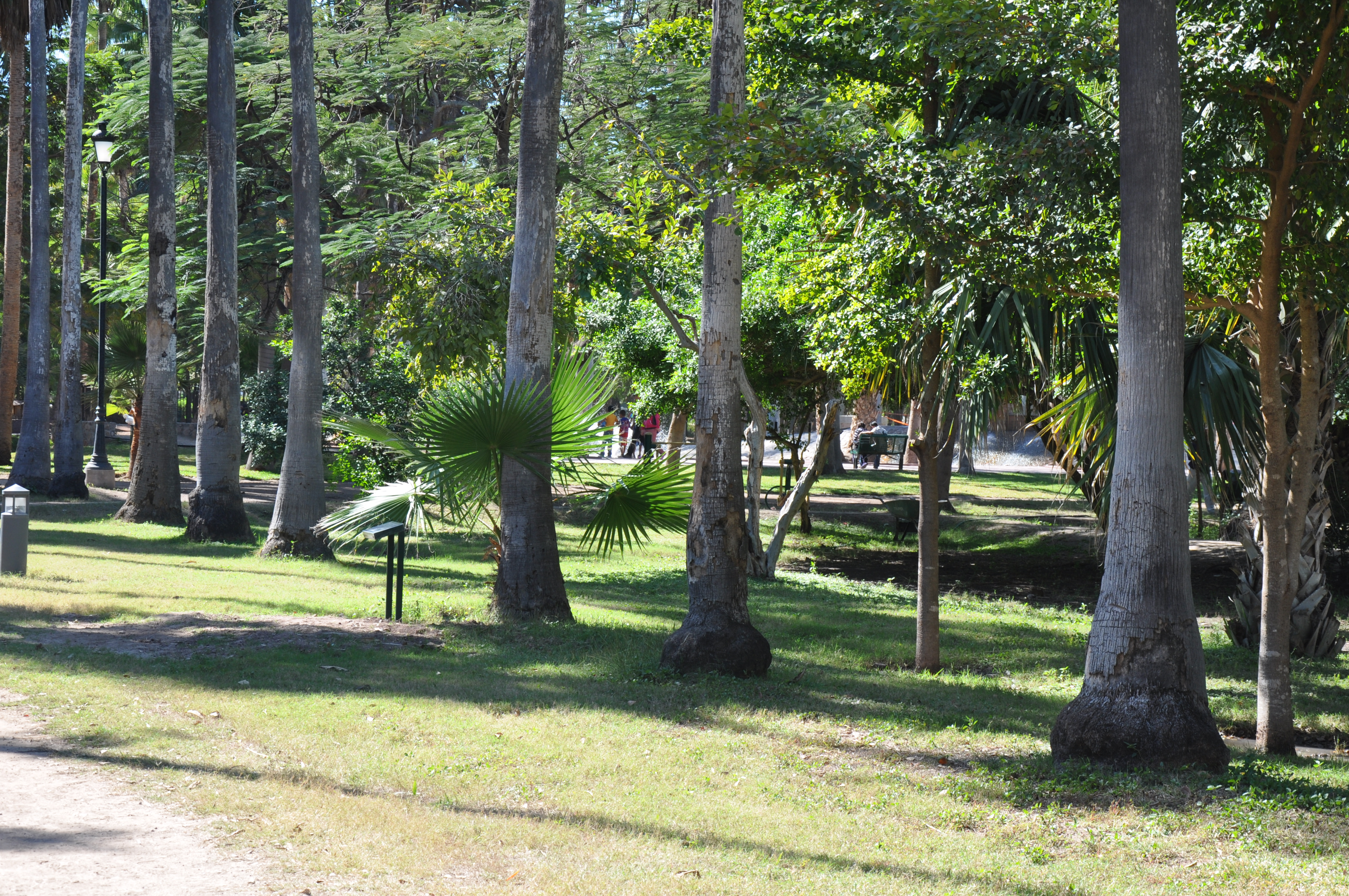
Міський парк
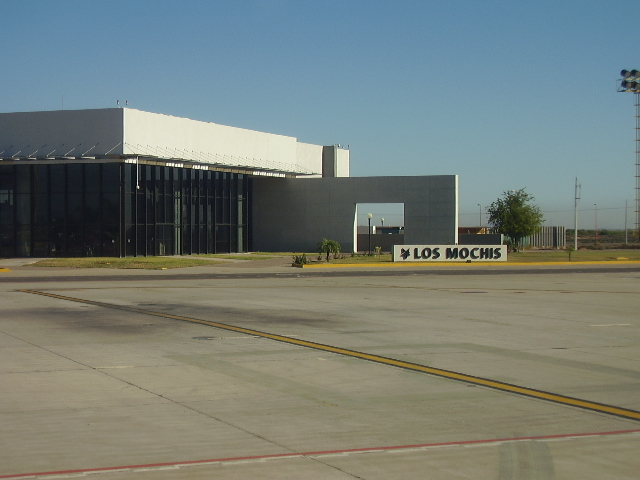
Федеральний аеропорт Вальє-дель-Фуерте у Лос-Мочіс